# Dunaremete
Dunaremete è un comune di 246 abitanti situato nella contea di Győr-Moson-Sopron, nell'Ungheria nordoccidentale.